# Càstor (estrella)
Càstor (Alfa dels Bessons / α Geminorum) és la segona estrella més gran de la constel·lació dels Bessons i una de les estrelles més brillants del cel nocturn. Tot i que té la designació de Bayer "alfa", és de fet més tènue que Beta dels Bessons (Pòl·lux). Càstor es troba a 49,8 anys-llum de la Terra.
Es va descobrir el 1678 que Càstor era una binària visual, amb una magnitud aparent dels seus components de 2,8 i 2,0, respectivament. La separació dels components és d'uns 6" i el període de revolució és d'uns 467 anys. Cada un dels components de Càstor és una binària espectroscòpica, fent Càstor un sistema estel·lar quàdruple. Càstor té un company tènue separat per uns 72" tot i tenir el mateix paral·laxi i moviment propi; aquest company és un sistema de binària eclipsant amb un període lleugerament inferior a un dia, i és un dels pocs casos coneguts de binàries eclipsants en què ambdós components són estrelles nanes roges. Per tant, es pot considerar Càstor un sistema estel·lar sèxtuple, amb sis estrelles individuals unides gravitacionalment.